# アンチェインド・メロディ
「アンチェインド・メロディ」（英語:Unchained Melody）は、1955年の楽曲。作曲：アレックス・ノース、作詞：ハイ・ザレット。この曲は様々な言語で500種類を超えるバージョンで録音され、20世紀で最も録音された曲のうちの1曲となった。

## 概要
1955年、ノースは刑務所映画『アンチェインド』（日本未公開）の主題歌として、この曲を作曲した。トッド・ダンカンが歌うバージョンが、そのサウンドトラックに収録されている。レス・バクスターが発表したインストゥメンタル・バージョンは、1位を記録した。ビルボード・チャートで 3位を記録したアル・ヒブラー、イギリスで 1位を記録したジミー・ヤング、そして R&Bベストセラー・リストで 1位とポップチャートで 6位を記録したロイ・ハミルトンによってこの曲は発売された。その他、100以上のバージョンが録音された。
20世紀後半のジュークボックスの基準となったのは、1965年6月にライチャス・ブラザーズが録音したバージョンである。そのバージョンは、1990年の映画『ゴースト/ニューヨークの幻』の主題歌に採用され、全英シングルチャートで1位となるリバイバル・ヒットとなった。
2012年12月28日にBBC Fourが放送した『ザ・リッチエスト・ソングス・イン・ザ・ワールド』 (The Richest Songs in the World) で、音楽著作権で史上最も稼いだ曲の第5位に選出された。

## オリジナル
1955年、アレックス・ノースと作詞家のハイ・ザレットは、刑務所映画『アンチェインド』の主題歌を制作し、その歌は「アンチェインド・メロディ」として知られるようになった。詞の中には、実は「Unchained（＝解放されるの意）」は登場せず、「長い間ひとりぼっち」で会えなかった恋人への愛を、作詞家のザレットは歌詞に書いた。1955年の映画は、刑務所から逃走して妻や家族の下に戻ることを考える男性の物語である。
トッド・ダンカンがボーカルを歌ったこの曲は1955年のオスカーにノミネートされたが、アカデミー歌曲賞は「慕情」が受賞した。

## 初期のバージョン
トッド・ダンカンは映画のサウンドトラックのためにボーカルを歌った。レス・バクスターは、最高1位を記録するインストゥメンタル・バージョンを発表した。続いて発表されたアル・ヒブラーのボーカル・バージョンは、ビルボード・チャートで3位を記録した。イギリスのチャートで1位を記録することになるジミー・ヤングのバージョンが、続いて発表された。ロイ・ハミルトンのバージョンは、R&Bベストセラー・リストとポップ・チャートでそれぞれ 1位と6位を記録した。1955年3月15日に録音されたジューン・ヴァリのバージョンは、29位を記録した。ジーン・ヴィンセント＆ヒズ・ブルー・キャップスは、1956年に発表した2枚目のアルバムにこの曲を収録した。彼のバージョンは、ミディアム・テンポでギター・パートのトレモロを特徴としている。ブリッジも省略されており、最も挑戦的なカバー・バージョンである。この曲は第28回アカデミー賞の歌曲賞にノミネートされ、1956年のアカデミー賞でハリー・ベラフォンテが演奏した。1963年には、ヴィト＆サルテーションズによるアップデンポのドゥーワップ・バージョンが米国東部のチャートをにぎわし、このバージョンは1990年の映画『グッドフェローズ』に収録された。ペリー・コモは1955年にこの曲を録音した。イギリスのジャズ・ミュージシャンであるクリフ・タウンセンド（スカドロネイアーズ）は1956年にカバーを発表した。
1965年に発表されたフィル・スペクターがプロデュースしたバージョンは、演奏者はライチャス・ブラザーズでクレジットされているが、実際はボビー・ハットフィールドのソロである。後にハットフィールドは、ソロ名義でクレジットしたカバーバージョンを発表した。ライチャス・ブラザーズのバージョンは、4位まで順位を上げた。

### チャート・パフォーマンス
| チャート（1955年）                  | 最高位 |
| ----------------------------------- | ------ |
| イギリス（NME）                     | 10     |
| イギリス（レコード・ミラー）        | 10     |
| アメリカ合衆国（Billboard Hot 100） | 1      |

| チャート（1955年）                            | 最高位 |
| --------------------------------------------- | ------ |
| アメリカ合衆国（Billboard Hot 100）           | 6      |
| アメリカ合衆国（Billboard R&B Singles Chart） | 1      |

| チャート（1955年）                            | 最高位 |
| --------------------------------------------- | ------ |
| イギリス（NME）                               | 2      |
| イギリス（レコード・ミラー）                  | 1      |
| アメリカ合衆国（Billboard Hot 100）           | 3      |
| アメリカ合衆国（Billboard R&B Singles Chart） | 1      |

| チャート（1955年）           | 最高位 |
| ---------------------------- | ------ |
| イギリス（NME）              | 1      |
| イギリス（レコード・ミラー） | 2      |

| チャート（1965年）                            | 最高位 |
| --------------------------------------------- | ------ |
| イギリス（NME）                               | 14     |
| アメリカ合衆国（Billboard Hot 100）           | 4      |
| アメリカ合衆国（Billboard R&B Singles Chart） | 6      |
| チャート（1990年）                            | 最高位 |
| 日本（オリコン洋楽シングルチャート）          | 1      |

## その他のバージョン
- ティーン・アイドルのリッキー・ネルソンがカバーしたバージョンは、1958年のアルバム『Ricky Nelson』に収録された[23]。
- ジゼル・マッケンジーのカバーは、1958年の彼女のソロアルバム『Gisele』に収録された。
- ハリー・ベラフォンテのカバーは、1955年のアルバム『Belafonte』に収録された。
- サム・クックのカバーは、1960年のアルバム『Hits of the 50's』に収録された。
- レターメンのカバーは、1962年のアルバム『Jim Tony & Bob』に収録された。
- ボビー・ヴィントンのカバーは、1963年のアルバム『There!I've said it again』に収録された。
- ジーン・ピットニ―のカバーは、1965年のアルバム『I must be seeing things』に収録された。
- スプリームスのカバーは、1966年のアルバム『I Hear A Symphony』に収録された[24]。
- ロイ・オービソンのカバーは、1969年のアルバム『Many Moods』に収録された[25]。
- モコ・ビーバー・オリーブのカバーは、1969年のアルバム『わすれたいのに』に収録された。
- 尾崎紀世彦は、1971年のアルバム『尾崎紀世彦 ファースト・アルバム』でカバー、2007年『尾崎紀世彦の世界』に収録された。
- エルヴィス・プレスリーの死の6週前である1977年6月21日、彼の最後のテレビ出演である「Elvis In Concert」にて、エルヴィスは「アンチェインド・メロディ」をピアノを弾きながら歌った。エルヴィスの死後シングルとして発売されたバージョンは、この1977年6月21日のサウスダコタ州ラピッドシティ公演のものである。彼の生前最後のアルバムとなる『ムーディ・ブルー』に収録されたバージョンは1977年4月24日の[26]、ミシガン州アナーバーでのコンサートによるものである。
- ロックバンドのハートによる1981年のライブ・バージョンは、Billboard Hot 100で83位を記録した[27]。
- 1986年に発表されたレオ・セイヤーのバージョンは、ウォール・オブ・サウンドを現代風にアレンジしたもので、クライマックス近くにエレキギターのソロが入っている。このシングルはイギリスでのみチャートインし、54位を記録した[28]。
- U2は1989年のシングル「オール・アイ・ウォント・イズ・ユー」のB面に収録された。この曲はライブでしばしば演奏され、1993年のコンサートビデオ『Zoo TV: Live from Sydney』でも演奏されている[29]。
- 田原俊彦のカバーは、1994年のアルバム『MY FAVORITE SONGS』に収録された。
- 1995年、イギリスのドラマ・シリーズ『Soldier Soldier』で、ロブソン・グリーンとジェローム・フリンがこの曲を演奏した。このバージョンはシングルとしてリリースされると、イギリスで初登場で1位を記録すると、7週連続でその順位をまもった[30]。
- サラ・マクラクランのバージョンは、1996年11月1日に発売されたチャリティCD『Pine Ridge: An Open Letter to Allan Rock - Songs for Leonard Peltier』に収録された。このバージョンは、彼女の2008年のアルバム『レアリティーズ、Bサイド・アンド・アザー・スタッフ』に再度収録された[31]。彼女は1997年2月12日に開催されたレナード・ペルティエ防衛基金によるチャリティ・コンサートでもこの曲を演奏した[32]。
- ジョー・リン・ターナーのバージョンは1997年のカバー・アルバム『Under Cover』に収録された。
- シンディ・ローパーがアルバム『アット・ラスト/AT LAST』に収録したこの曲のカバー[33]は、2005年のグラミー賞（ベスト・インストゥメンタル・コンポジション賞）にノミネートされた。
- 2006年、バリー・マニロウはアルバム『Greatest Songs of the Fifties』にこの曲のカバーを収録した。その曲はアダルト・コンテンポラリ・チャートで20位を記録した[34]。
- クリスチャン歌手のデヴィッド・フェルプスは、2008年のアルバム『The Voice』にこの曲のカバーを収録した。
- スマッシング・パンプキンズは、アルバム『Live Smashing Pumpkins』シリーズにこの曲のカバーを収録している。
- ディアハンターのフロントマンであるブラッドフォード・コックスは、この曲のカバー・バージョンにジェイ・リータードのカバーを加えて、彼のブロクで発表した[35]。
- ジョニー・マエストロ＆ブルックリン・ブリッジは、ボビー・ハットフィールドのトリビュート・コンサートでこの曲を演奏した。それは、2008年のCD『Greatest Hits Live』に収録されている。
- イギリスのポップアイドル出身のギャラス・ゲイツのデビュー・シングルは、この曲のカバーだった。そのシングルは全英シングルチャートで初登場1位を記録した[36]。
- クレイ・エイケンのカバーは、2010年のアルバム『Tried and True』に収録されている[37]。
- ポップ・オペラ・グループのアミーチ・フォーエヴァーはイタリア語でこの曲を歌った。そのイタリア語のタイトルは「Senza Catene」である。
- ジョニ・ミッチェルは、「チャイニーズ・カフェ」のメロディにこの曲のコーラスを含めている。
- コンスタンティン・マルーリスがデビュー・シングルとして発売したこの曲のカバーは、2011年4月7日に「アメリカン・アイドル」でゲスト・パフォーマンスしたものである[38]。
- 平井堅がカバーしたバージョンは、2010年11月10日に発売されたシングル「アイシテル」に収録された[39]。なお、「アイシテル」は『ゴースト/ニューヨークの幻』のアジア版リメイク映画『ゴースト もういちど抱きしめたい』の主題歌である。
- 島津亜矢のカバーは、2015年のアルバム『SINGER 3』に収録されている。

### カントリー・ミュージック・バージョン
ホット・カントリー・ソング・チャートには4種類のバージョンがランクインしている。ジョー・スタンプリーは1975年に41位、エルヴィス・プレスリーは1978年に6位、ロニー・マクドウェルは1991年に26位、リアン・ライムスは1997年に3位をそれぞれ記録した。ライムスのバージョンは、彼女のアルバム『Blue』の1996年のクリスマス・シーズン用のボーナス・シングルのみだった。

### テレビ・ショー
この曲はテレビ番組の歌のコンテストの参加者に人気がある。「ポップアイドル」、「アメリカン・アイドル」、「Xファクター」の審査員をつとめるサイモン・コーウェルがこの曲を好きであるとしばしば言われている。「ポップアイドル」の最初のシリーズで準優勝したギャラス・ゲイツは、シングルとしてこの曲を発売した。「オーストラリアン・アイドル」のファイナリストのダン・イングランドと、2006年の優勝者ダミアン・リース、「アメリカン・アイドル」のシーズン2のジョージ・トライス、シーズン5のトップ6であるケリー・ピックラー、シーズン2準優勝者のクレイ・エイケン、シーズン10準優勝者のローレン・アライナがこの曲をパフォーマンスしている。

## 人気
この曲はイギリスのチャンネル4とチャンネル Fiveで主催されたリスト・オブ・ラヴソングスで、1位となった。
2004年、ローリング・ストーンのオールタイム・グレイテスト・ソング500では、365位にランクした。
オーストラリアのラジオ局Magic 1278による 500 グレーテスト・ソング・オブ・オールタイムでは、1位となった。
イギリスの音楽雑誌Mojoが139組のアーティストから集計して1997年に発表したオールタイム・グレイテスト・シングル100では、ライチャス・ブラザーズによるシングルが53位にランクしている。

## メディアの使用
この歌の人気は長く続いているため、メディアからは様々な形で使用され続けてきた。
ライチャス・ブラザーズによるバージョンが1990年の映画『ゴースト/ニューヨークの幻』で使用されると、再びビルボード・チャートにこの曲が出現した。この年、アメリカでは2つのバージョンがチャートインした。1965年のオリジナルのライチャス・ブラザーズのバージョンは、多くのエアプレイを受けたが、45 r.p.m シングルしか発売されなかったため売上は小さかった。このバージョンは13位を記録した。1990年に再録音されたバージョンは、カセット・シングルのみ発売された。この再録バージョンは、エアプレイは少なかったが、売上は大きかった。このバージョンは19位を記録した。8週もの間、両方のバージョンが同時にBillboard Hot 100にランクしていた。アメリカのアダルト・コンテンポラリ・チャートでは、1990年に2週間この曲が1位となった。また、イギリスでは4週間この曲は1位を記録し、1990年にイギリスで最も売れたシングルとなった。また、オーストラリアでは1990年11月から1991年1月にかけての7週間、1位を記録した。日本ではオリコン洋楽シングルチャートで1990年10月29日付から通算11週1位を獲得した。
この曲は1991年のコメディ映画『裸の銃（ガン）を持つ男　2　1/2』で、『ゴースト/ニューヨークの幻』のパロディのシーンで使用されている。